# Яцко Ратомський
Яцко Іванович Ратомський гербу Костеша (пом. до 1528) — державний діяч Великого князівства Литовського і Руського.

## Біографія
Королівський дворянин. В 1507–1517 рр. служив послом Олександра Ягеллончика та Сигізмунда Старого до Кримського ханства.
В 1508 р. попередній договір між королем Сигізмундом і ханом Менґлі Ґераєм офіційно не був розірваний, але обидві сторони почали вважати його неіснуючим. Як тільки стало відомо про примирення хана з московським царем Василем III, Ратомський негайно був відправлений до Криму. Там він провів два роки постійно обмінюючись кореспонденцією з королівським двором.
Наступного року Хан Менґлі Герай надіслав посольство з вимогою передати йому Шейха Ахмеда та збільшити щорічну виплату до 10 тисяч флоринів для утримання гарнізону в Іслам-Кермені. Король Сигізмунд довірив Ратомському домовлятись про зниження цієї суми до 5-6 тисяч флоринів в обмін на постійний договір.
14 грудня 1512 року Яцек Ратомський і Станіслав Скіндер, були відправлені разом з грошима для зустрічі з Джелаледдіном у Києві та подальшого просування до Криму. Згідно з їхніми інструкціями, королівські посли повинні були обіцяти, що майбутні виплати будуть надсилатися щорічно до Дня св. Мартина, за умови, що хан і його піддані не порушуватимуть мир. Посли також повинні були ще раз відмовити Менґлі у проханні страчувати або передати йому Шейха Ахмеда, запевняючи хана, що його ворог залишиться під вартою. Крім того, посли повинні були вимагати, щоб усі татарські фортеці на правому березі Дніпра, включаючи Очаків, були повернуті Великому князівству, і щоб Менґлі виконав свою обіцянку, дану Олександру Ягеллончику, згідно з якою королівським підданим буде дозволено добувати сіль у соляних родовищах поблизу Коцюбіїва.
В 1513 році Ратомський, разом з Михайлом Свинюшкою, супроводжував кримське посольство до Вільні, яким було доставлена ханська присяга.
Станом на 1517 рік Ратомський мешкав у Києві, звідки того ж року був направлений до татар з 12 возами подарунків.
Крім посольських виправ обіймав також посади урядника: в 1508 р. мінський городничий, а в 1516–1522 рр. аєнський державець.

## Маєтності
В 1505 р. отримав маєтність Хавратово в Дорогичинському повіті:
Дали есмо дворанину нашому Ратомъскому именье Хавратово в Дорогицъкомъ повете. И ты бы тымъ людемъ приказалъ, ажь бы его во всемъ были послушни. А ȣвѧзати его в тые люди его послали есмо дворанина нашого Васильѩ Боговитиновича.
Того ж року в тому ж повіті також отримав Карватово, яке до 1509 р. відійшло вітебському воєводі Івану Сапігі.
В 1508 р. отримав Глівін і Уперевичі в Борисівській волості, Боровляни в Мінському повіті і Теребів.

## Родина
Мав сестру Федю. Його вдова в 1528 р. виставила на військові експедиції 17 конів.
Його син Костянтин теж деякий час був послом, а в 1552—1562 рр. обіймав остерське староство.